# Brainoil
Brainoil ist eine 1998 als Mrbrainoil gegründete Sludge-Band aus dem US-amerikanischen Oakland.

## Geschichte
Sänger und Bassist Greg Wilkinson gründete 1998 Mrbrainoil als Soloprojekt. Erste Aufnahmen entstanden unter Zuhilfenahme eines Drumcomputers. Wilkinson wurde angeboten, Material auf der Kompilation World Demise zu veröffentlichen. Dabei entstand das Stück I Won’t Die welches die musikalische Ausrichtung des Projektes variierte und in Wilkinson den Wunsch weckte, als Band weiter zu agieren. Im Jahr 2000 stieß so der Gitarrist Nathan Smith von Code 13 hinzu, woraufhin Wilkinson das Projekt umbenannte und das Duo als Brainoil ein erstes umbenanntes Demo aufnahm, welches kostenlos als Download veröffentlicht wurde. Noch im gleichen Jahr trat Ira Harris von Watch Them Die der Gruppe bei. Als Trio wurde das Demoband 2001 erneut aufgenommen und als MC veröffentlicht. Ebenfalls 2001 erschien via Boredom Noise die Split-EP Brain Lung, für welche Brainoil mit Iron Lung kooperierte. Eine weitere Split-EP, diesmal mit Cruevo, einem anderen Projekt unter Wilkinsons Beteiligung, folgte ebenfalls 2001 auf Berserker Records. Im März des gleichen Jahres trat die Gruppe erstmals live in Erscheinung. Noch im gleichen Jahr bestritt Brainoil Konzerte mit Iron Lung und Teen Cthulhu.
Nach der Ankündigung, das Jahr 2002 ruhiger zu begehen und Aufnahmen für ein kommendes Album zu bestreiten, erschien 2003 das selbstbetitelte Debütalbum auf dem kalifornischen Hard- und Crustcore-Label Life Is Abuse, das ursprünglich Mitglieder von Dystopia gegründet hatten, um eigenes Material zu veröffentlichen. Das Album wurde in den Polymorph Studios von Dan Rathburn aufgenommen.
Das Album Brainoil wurde von der Musikpresse positiv aufgenommen und Jahre nach der Veröffentlichung von einigen Rezensenten zu einem beinahe vergessenen Klassiker des Genres erklärt.
Nach dem Debüt folgte eine lange Schaffenspause, die die Musiker mit der Konzentration auf andere Bands wie Stormcrow, Graves at Sea oder Watch Them Die und Projekte, wie Greg Wilkinsons Bestreben, ein eigenes Tonstudio aufzubauen, erläuterten. Trotz der Veröffentlichungspause probte die Gruppe weiter, schrieb neue Stücke und trat regelmäßig auf. Im August 2011 erschien das zweite Studioalbum Death of This Dry Season, das in Wilkinsons Studio im Juni 2010 aufgenommen wurde, über 20 Buck Spin. Death of This Dry Season wurde von der Musikpresse hoch gelobt, wobei die kurze Laufzeit von etwa 25 Minuten kritisch angemerkt wurde. Für das Stück Gravity is a Relic produzierte die Band ein Musikvideo. Im September 2011 veröffentlichte Brainoil die Kompilation Oddities, Obscurities and Releases Mix #1, die unveröffentlichtes Material und Stücke von Death of This Dry Season enthielt, als kostenlosen Download. Im Jahr 2014 erschien mit Dropdead / Brainoil eine Split-EP mit der Powerviolence-Band Dropdead auf Armageddon Label.

## Stil
Brainoil gilt als Sludge-Band. Ihre Musik wird oft mit jener von populären Genrevertretern wie Dystopia, EyeHateGod, Buzzov•en, Noothgrush und Iron Monkey verglichen. Dabei wird Brainoil als Punk- und Rifforientierter umschrieben. Die Stücke bauen zumeist auf einfachen repetitiven Gitarrenriffs auf. Dabei erreiche das Riffing laut Jeb Branin von In Music We Trust eine geradezu physische Präsenz. Die Rhythmusgruppe spiele überwiegend in einem hohen und kraftvollem Tempo. Die für den Sludge üblichen, und den Stil häufig dominierenden, langsamen Doom-Passagen kontrastieren das ansonsten schnelle Spiel als kurze Passagen, die ab der Mitte oder am Ende der Stücke eingebracht werden. Ebenso wie Rhythmus und Riffing wird der heisere Brüllgesang dem Hardcore Punk nahe gestellt.

## Diskografie
- 2000: Demo (Download, Selbstverlag)
- 2001: Demo (Demo-MC, Selbstverlag)
- 2001: Brain Lung (Split-EP mit Iron Lung, Boredom Noise)
- 2001: Cruevo / Brainoil (Split-EP mit Cruevo, Berserker Records)
- 2003: Brainoil (Album, Life Is Abuse)
- 2011: Death of This Dry Season (Album, 20 Buck Spin)
- 2011: Oddities, Obscurities and Releases Mix #1 (Kompilation, Selbstverlag)
- 2014: Dropdead / Brainoil (Split-EP, Armageddon Label)
- 2018: Singularity to Extinction (Album, Tankcrimes)